# Oriopsis hynensis
Oriopsis hynensis är en ringmaskart som beskrevs av Knight-Jones 1983. Enligt Catalogue of Life ingår Oriopsis hynensis i släktet Oriopsis och familjen Sabellidae, men enligt Dyntaxa är tillhörigheten istället släktet Oriopsis och familjen Sabellariidae. Arten har ej påträffats i Sverige. Inga underarter finns listade i Catalogue of Life.